# Rio: Rainbow Gate!
Rio: Rainbow Gate! (リオ レインボー ゲート! Río: Reinbō Geto!?) es una serie de anime producida por XEBEC bajo la dirección de Takao Kato y basada en la serie de juegos de pachinko de Tecmo Rio Series (Rioシリーズ Rio Shirīzu). La serie gira en torno a la protagonista Río Rollins, una crupier muy popular a la que conocen como La Diosa de la Victoria y las trece cartas llamadas Puertas que se usan para determinar al crupier más hábil del mundo. El anime se emitió en Tokio MX y canales afines entre el 4 de enero de 2011 y el 29 de marzo de 2011. Se estrenó en el canal estadounidense Toku en enero del 2016.

## Argumento
En un casino en la isla llamada Resort Howard (ハワード リゾート Hawādo Rizōto?), Río Rollins es una repartidora de cartas muy popular con la capacidad para traer buena suerte a los jugadores solo por caminar junto a ellos, que le valió el apodo de "La Diosa de la Victoria". Casa de la Moneda Clark, una niña de corta edad, llega al Hotel Howard con su abuelo y allí ella decide conocer a "La Diosa de la Victoria", una vez que se conocen se hacen muy buenas amigas.
La vida de Río pronto cambia cuando se revela que ella es un "titular de la Puerta", un distribuidor que tiene una de las 13 cartas legendarias llamadas "Puertas", y el que las recoge todas se llamará "Casino Dealer Más Valioso" (MVCD). Para recoger todas las 13 puertas, Río debe participar en los partidos especiales, llamadas "batallas" Puerta con Puerta de los titulares de otros y ganar sus puertas para convertirse en el concesionario del casino más valioso en el mundo.

## Personajes
Personajes Principales
Rio Rollins Tachibana (リオ・ロリンズ・タチバナ, Rio Rorinzu Tachibana)
Voz por: Marina Inoue (Japonesa), Ali Hillis (DOA games Ingles)
- Conocida por todos los que gustan el juego de azar como La Diosa de la victoria

El distribuidor(DEALER) más popular en el casino Howard Resort que se rige por el lema, "Lo que el cliente desee".
Hermosa y bien dotada además de saber luchar, tiene una energía misteriosa que da buena suerte a sus clientes, ganando su reputación como "La Diosa de la Victoria".
Rio es la hija del legendario comerciante Risa Rollins, y ha heredado sus habilidades de negociación. Ella tiene un hurón mascota llamado Chip.
Se puso de manifiesto durante una de sus batallas Gate que ella es una "Roll Ruler", una persona que puede cambiar el resultado de una batalla de la puerta a través de la ayuda de las ilusiones. Rio es portadora de la Puerta # 7 por un misterioso hombre, y actualmente tiene seis puertas después de su batalla de la puerta con el rey, a pesar de que se reveló más tarde que la mayoría de las puertas que ganó fueron de Rina.
Más tarde gana el # 8 Puerta de Dana, el # 2 Puerta de Joker, y el 10 Puerta # de Yang-Yang después de su derrota ante Rina en el Sky Resort. Ella finalmente le gana Rina en la batalla.
Mint Clark (ミント・クラーク, Minto Kurāku) 
Voz por:Ayana Taketatsu
- Es una niña que biene a la Howard Resort con su abuelo(Administrador) Ella siempre lleva su oso de peluche llamado Choco que considera el más hermoso.

Peluche que Rio también considera lindo la primera vez que lo ve, luego será la protegida de Río 
Rina Goltschmidt Tachibana (リナ・ゴルトシュミット・タチバナ, Rina Gorutoshumitto Tachibana)
voz por: Chiaki Takahashi
- Amiga de la infancia del Río que había sido reclutado por Tom Howard como un distribuidor. Su madre fue hospitalizada y su padre era con frecuencia de viaje de negocios cuando era un niño, y por lo tanto fue planteada por Risa y Río, este último el que tuvo una relación como de hermanos. Ella tiene una energía misteriosa que hace que sus clientes cansados, a diferencia de aura de Río que le da su energía a los clientes. Más tarde se reveló que ella es la media hermana de Río.

Ella busca vengarse de Río y su madre, Risa Rollins, quien supuestamente se fugó con su padre, haciendo que la madre de Rina, Ilina, caiga en estado de coma.
Ella es también una Guardiana de la Puerta, sus habilidades superan a Rio, pero perdió frente a Río al final de la serie. Antes de la batalla final, Tenía nueve puertas, cuatro de los cuales se les dio a Linda, Jack, Reina y Rey, y una de las puertas, la puerta de Ace. 
Tom Howard (トム・ハワード, Tomu Hawādo)
Voz por: Kōji Ishii
- El propietario de Howard Resort, vistiendo un traje de color amarillo con un gran lazo rojo y se ve a menudo fumando un cigarro. Él tiende a mostrar un carácter más bien perversa, por lo general en relación con la exposición del cuerpo del Río por siempre vestirla con trajes embarazosos

Los Empleados del Howard Resort
Rosa Canyon (ローザ・キャニオン, Rōza Kyanion)
Actriz de Hollywood que trabaja como dealer en el Howard Resort siempre está al tanto de Río y envidia sanamente su popularidad, fue poseída por un fantasma en el episodio 3, personaje semi-principal
Anya Helsing (アーニャ・ヘルシング, Ānya Herushingu)
Dealer de Rusia en entrenamiento, Rio se encarga de enseñarle pero es muy descuidada lo rompe todo, personaje semi-principal
Elle Adams (エル・アダムズ, Eru Adamuzu?) and Ille Adams (イル・アダムズ, Iru Adamuzu)
Chica conejita que explica las habilidades de río
Tiffany Abbot (ティファニー・アッボット, Tifanī Abbotto)
Chica Conejita que siempre atiende a los clientes
Dana (ダーナ, Dāna)
Maga de la Fortuna
Linda (リンダ（LINDA-R-2007)
Robot Dealer

## Abertura
#1: "Sekai to Issho ni Mawarou yo! (世界と一緒にまわろうよ！)" por Love Roulettes (eps 2-3, 5-6, 8-10)
#2: "Sekai to Issho ni Mawarou yo! (Rio Solo Ver.) (世界と一緒にまわろうよ!(リオソロVer.))" por Marina Inoue (ep 4)
#3: "Sekai to Issho ni Mawarou yo! (Rina Solo Ver.) (世界と一緒にまわろうよ!(リナソロVer.))" por Chiaki Takahashi (ep 7)
#4: "Sekai to Issho ni Mawarou yo! (Mint Solo Ver.) (世界と一緒にまわろうよ！(ミントソロVer.))" por Ayana Taketatsu (ep 11)

## Cierre
"Miracle☆Chance (みらくる☆ちゃんす)" by ULTRA-PRISM